# Morašice (Pardubice)
Morašice é uma comuna checa localizada na região de Pardubice, distrito de Pardubice.